# Петри, Ирэн
Ирэ́н Петри (фр. Irène Pétry; 29 июня 1922, Варем — 17 апреля 2007, Уккел) — бельгийский политик и государственный деятель.

## Ранние годы
Ирэн Петри выросла с пятью братьями в семье рабочих. Её родители были активными членами Бельгийской рабочей партии, поэтому она с ранних лет была вовлечена в политику и участвовала в местных собраниях партии. В 1942 году она окончила школу с экономическим направлением в Вареме, но по финансовым причинам и из-за оккупации Бельгии вермахтом во время Второй мировой войны не смогла продолжить обучение в университете. Вместо университетского образования она посещала социалистические кружки народного образования, языковые курсы и участвовала в конференциях.

## Политическая карьера
В 1950—1960 годах становится активным участником феминистической организации «Femmes prévoyantes socialistes», состоя в рядах её членов боролась за экономическое и правовое равенство между мужчинами и женщинами, выступала за декриминализацию абортов,  организовывала забастовки трудящихся женщин, чтобы обеспечить соблюдение их прав и требований. 
С 1959 по 1964 год Ирэн Петри была членом муниципального совета в Уккеле. В 1966 году она представляла Социалистический интернационал в Международном совете женщин. Впоследствии была назначена вице-президентом международной организации Женщины Социалистического интернационала. В начале 1970-х годов начинает дистанцироваться от феминистических движений и вступает в Социалистическую партию Бельгии.
В 1973 году входит в правительство Эдмона Лебюртона в качестве заместителя министра иностранных дел Бельгии, до 23 октября 1973 года руководила Генеральным директоратом МИД по сотрудничеству в целях развития. В марте 1974 года избрана депутатом в Палату представителей Бельгии, с 1977 по 1984 год избиралась в Сенат Бельгии от провинции Льеж. Также с 1980 по 1982 год являлась председателем Парламента Французского сообщества Бельгии.
В 1984 году назначена на должность судьи Конституционного суда Бельгии (в то время именовался арбитражным судом), с 1991 по 1992 год возглавляла конституционный суд. В 1991—1992 годах являлась также членом Арбитражной комиссии по бывшей Югославии.